# جمال الدين الحارث
أبو زكريا البريطاني جمال الدين الحارث (20 نوفمبر 1966 – فبراير 2017)، هو مسلم بريطاني كان معتقلًا في غوانتانامو، وسافر إلى سوريا، والتحق بتنظيم الدولة الإسلامية، ونفذ عملية انتحارية بسيارة مفخخة في العراق في فبراير عام 2017.
اُعتقل جمال الدين خارج نطاق القضاء من قبل الولايات المتحدة في معتقل غوانتانامو في كوبا لأكثر من عامين. وأطلق سراحه وعاد إلى بريطانيا مع خمسة معتقلين بريطانيين آخرين في مارس 2004، وفي اليوم التالي تم إطلاق سراحهم من قبل السلطات البريطانية بدون تهمة. كان طرفا في قضية رسول ضد رامسفيلد، حيث قاموا برفع دعوى ضد حكومة الولايات المتحدة وعدد من القيادات العسكرية، ودفعت الحكومة البريطانية مليون جنيه استرليني إلى جمال الدين الحارث بعد الإفراج عنه من غوانتانامو كتعويض لتواطؤها مع الحكومة الأمريكية في اعتقاله.

## نشأته
كان اسم مولده رونالد فيدلير، ولد في عام 1966 في مانشستر بإنجلترا، كان أبواه قد هاجرا من جامايكا إلى بريطانيا قبل مولده. درس رونالد في المدارس المحلية، وأصبح مصمم لمواقع الإنترنت، وعمل في مانشستر. وفي عام 1994 اعتنق الإسلام رسميًا، وتغير اسمه إلى جمال الدين الحارث.

## اعتقاله
سافر إلى باكستان، وتوقفت الشاحنة بالقرب من الحدود الأفغانية، واعتقلته حركة طالبان عند رؤية جواز سفره البريطاني ظنًا منها أنه جاسوس بريطاني. ووجدت القوات الأمريكية جمال الدين الحارث من بين العديد من الأجانب الذين تحتجزهم حركة طالبان في سجن في قندهار.  وبالرغم من ذلك اعتقلته القوات الأمريكية في كابول لاستجوابه عن سبب سفره إلى المنطقة، وظل معتقلا وتم تصنيفه كمقاتل عدو، ونقل إلى  غوانتانامو.

## وفاته
في عام 2014 سافر جمال الدين إلى سوريا، وانضم إلى الدولة الإسلامية في العراق والشام، وأصبح يُكنى بأبي زكريا البريطاني. كما سافرت زوجته مع أطفاله الخمسة إليه، انضمت إليه بعد بضعة أشهر في عام 2015. وفي فبراير عام 2017 نفذ عملية بسيارة مفخخة في قاعدة للجيش العراقي جنوب غرب الموصل.